# Panurginus occidentalis
Panurginus occidentalis är en biart som först beskrevs av Crawford 1916.  Panurginus occidentalis ingår i släktet bergsbin, och familjen grävbin. Inga underarter finns listade i Catalogue of Life.